# Giardino Carré de Baudouin

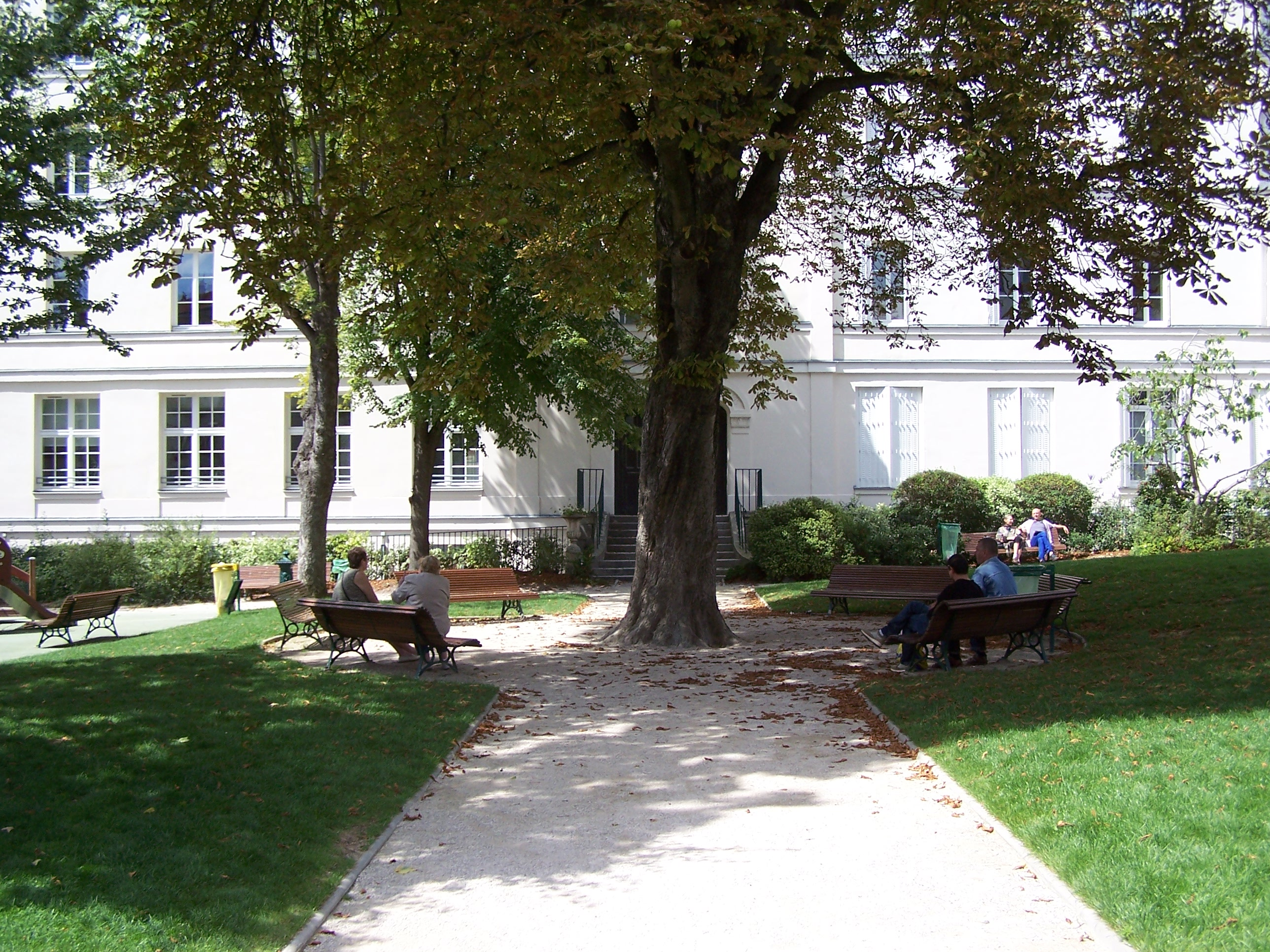
Il giardino Carré de Baudouin

Il giardino Carré de Baudouin è uno spazio verde situato sulla rue de Ménilmontant, nel XX arrondissement di Parigi, quartiere Belleville.

## Storia
Il giardino sostituisce storicamente quello del padiglione Carré de Baudouin, costruito nel XVIII secolo e acquisito da Nicolas Carré de Baudouin ndel 1770, che si rivolse all'architetto Pierre-Louis Moreau-Desproux per modificare l'edificio. Il luogo venne assegnato nel 1836 alle Figlie della carità di San Vincenzo de' Paoli, crearono un orfanotrofio nell'edificio adiacente che, nel 1992, servirà da centro sociale. Il padiglione fu classificato nel 1928 monumento storico di Francia.

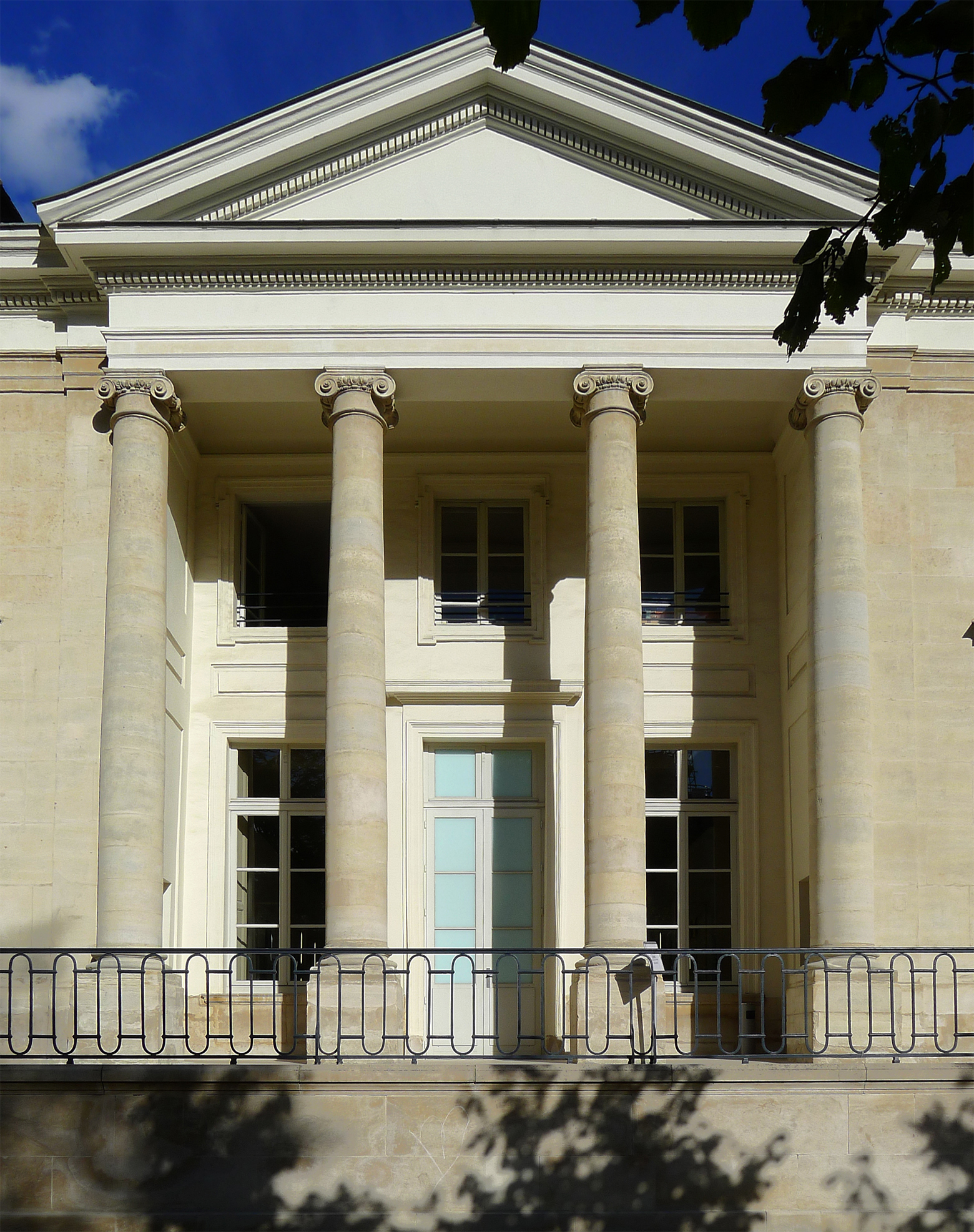
Pavillon: veduta frontale del peristilio.
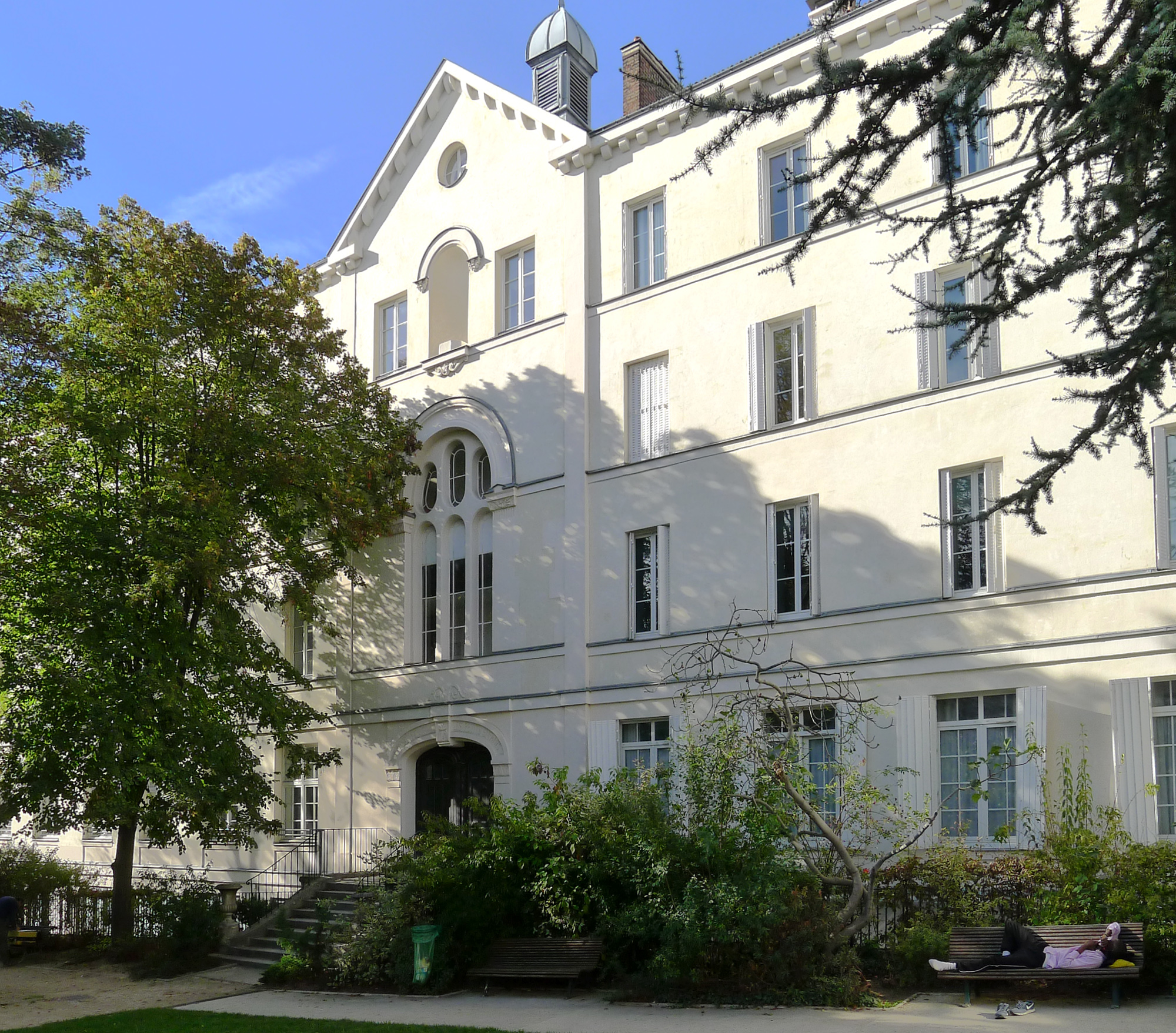
Antico orfanotrofio delle Figlie della carità di San Vincenzo de' Paoli.

## Descrizione
Il comune di Parigi acquistò il sito nel 2003 e fece eseguire importanti lavori di ristrutturazione diretti dagli architetti Stéphane Bigoni e Antoine Mortemard. Essi sistemarono diverse strutture e il giardino fu riaperto al pubblico nel 2005 tra i numeri 119 e 121 di rue de Ménilmontant, su una superficie di 1800 m² intorno a un boschetto di ippocastani centrale, all'antico orfanotrofio e al padiglione Carré de Baudouin (che divenne un luogo culturale municipale e un centro espositivo  dal 2007). Fu creata anche un'area di 150 m² per i giochi dei bambini.

Altre vedute del giardino
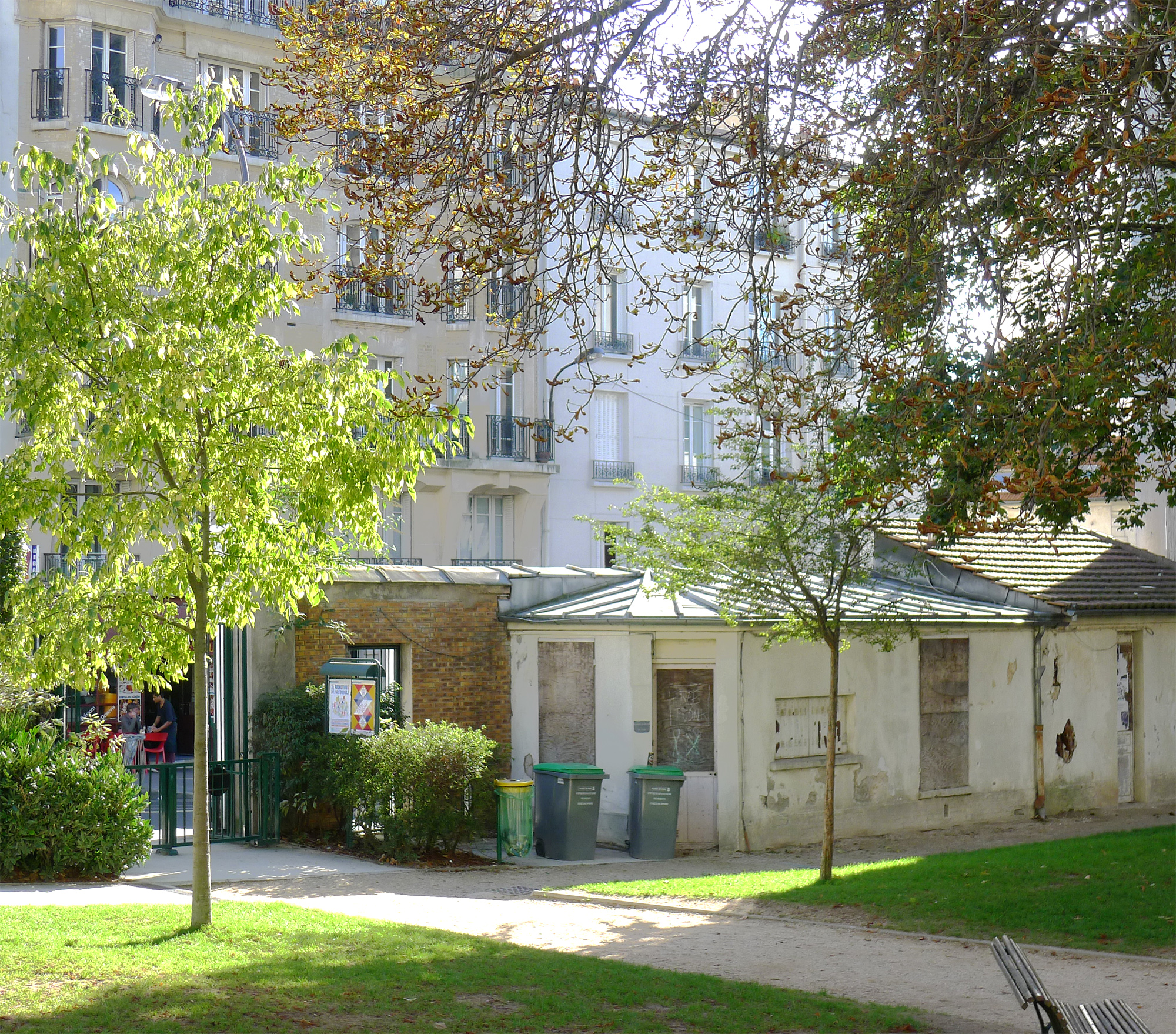
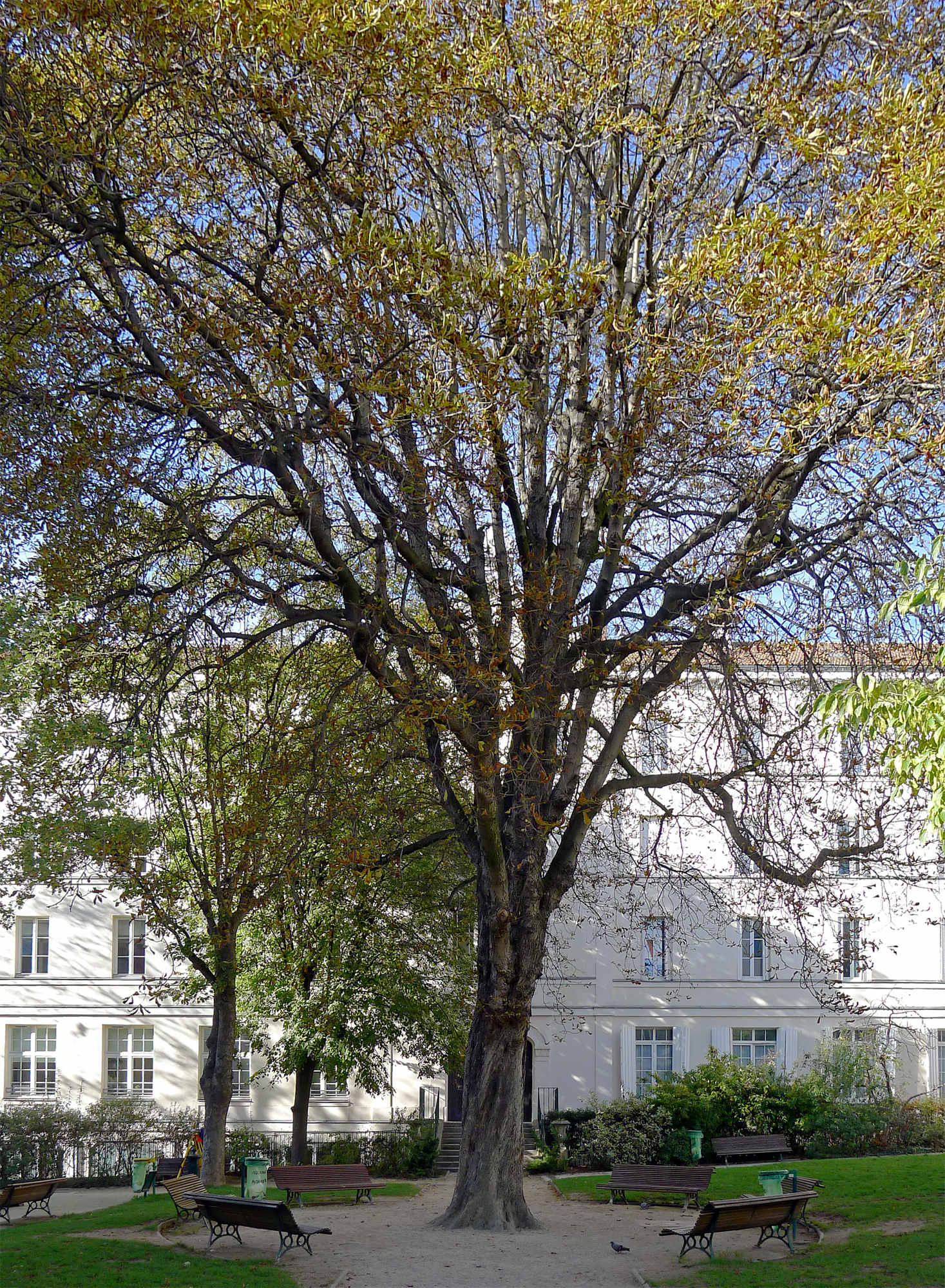

## Trasporti
Il giardino è servito dalla linea 3 bis della metropolitana con la stazione di Pelleport.